# Синьяк, Поль
Поль Синьяк (фр. Paul Signac, 11 ноября 1863, Париж — 15 августа 1935, там же) — французский художник-неоимпрессионист, представитель направления пуантилизма.

## Биография

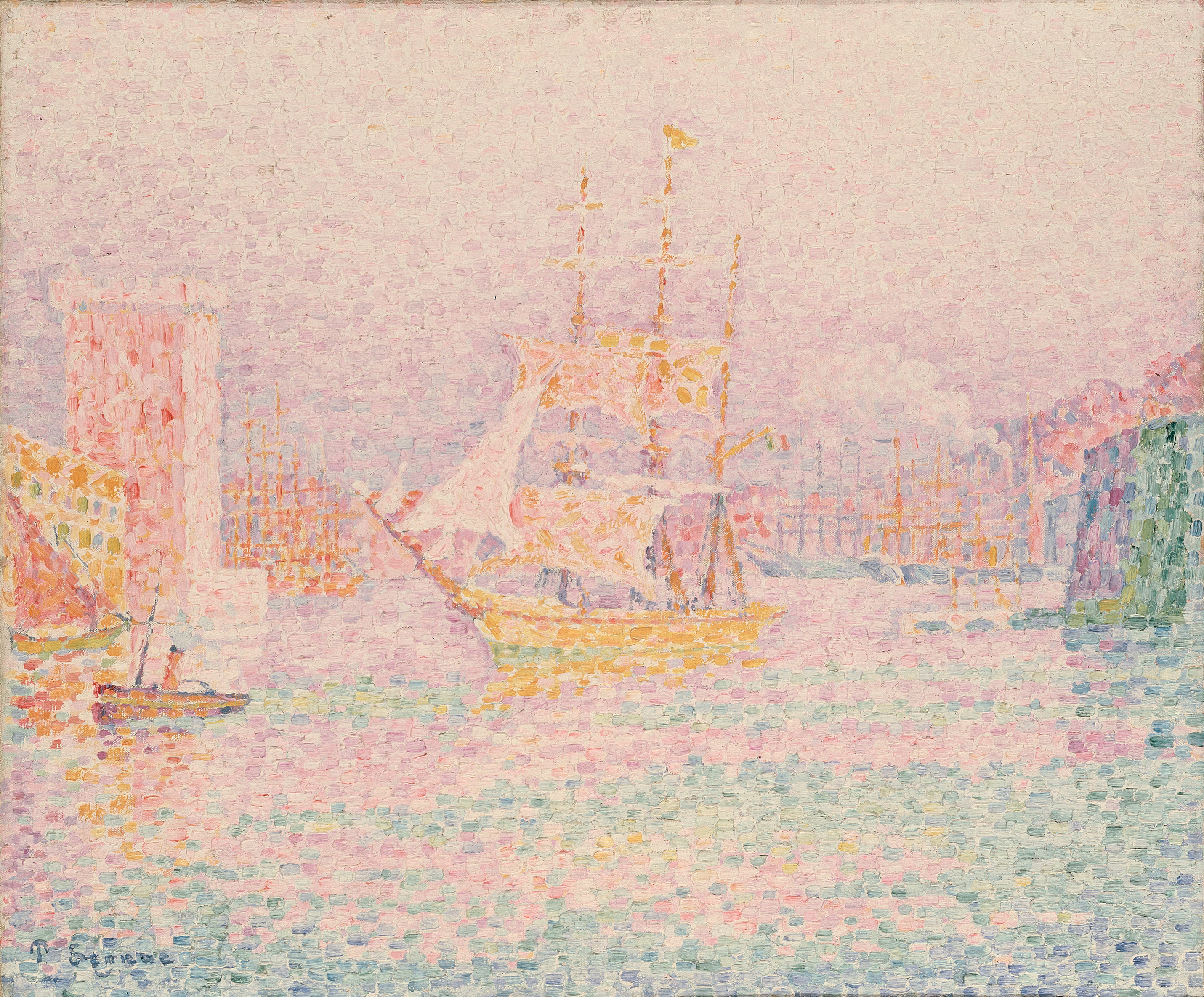
Гавань в Марселе, 1906, Эрмитаж

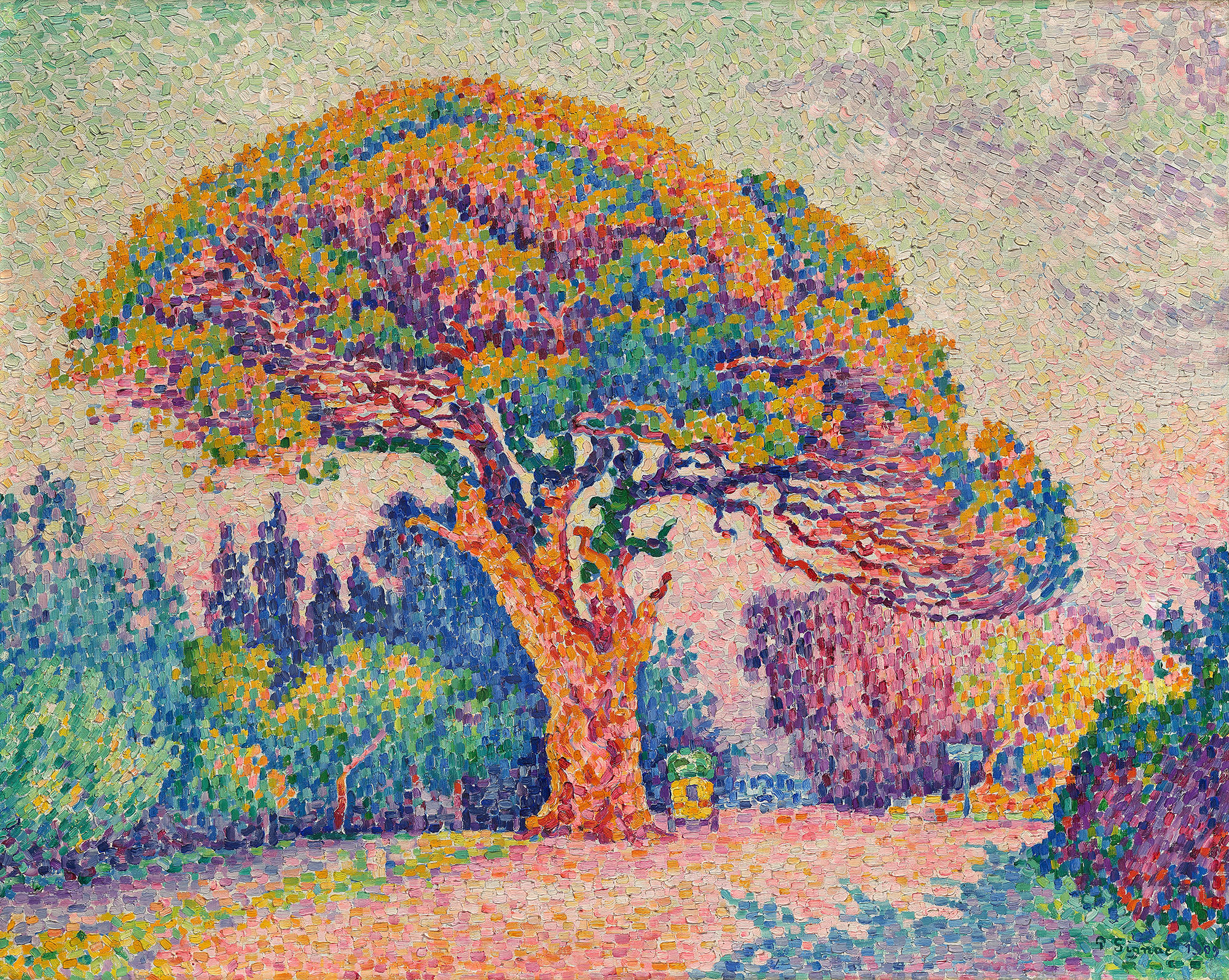
Сосна Берто. Сен-Тропе, 1909, ГМИИ имени Пушкина, Москва.

Поль Синьяк родился 11 ноября 1863 года в Париже. Рос в обеспеченной семье, его отец - владелец лавки. Окончил коллеж Роллен.
В 1879 году Поль посетил четвертую выставку импрессионистов.
В 1882 году, в Париже и Бретани начал писать картины под влиянием импрессионистов (главным образом, Клода Моне). В 1884 году участвует в создании «Общества независимых художников», где он и познакомился с Жоржем Сёра, с которым в 1889 году разработал живописную технику пуантилизма, хотя уже на последней выставке импрессионистов его картины отражали эстетику дивизионизма. В 1885 году Поль написал письмо Клоду Моне, в котором признался в искреннем восхищении и просил о встрече. В 1886 году Синьяк познакомился с Винсентом Ван Гогом в Париже. В 1887 году художники регулярно ездили вместе в Асньер-сюр-Сен, где писали речные пейзажи и кафе. Поначалу Ван Гог восхищался в первую очередь свободной техникой живописи Синьяка. Синьяк также познакомился с Тулузом Лотреком, который был другом Ван Гога.

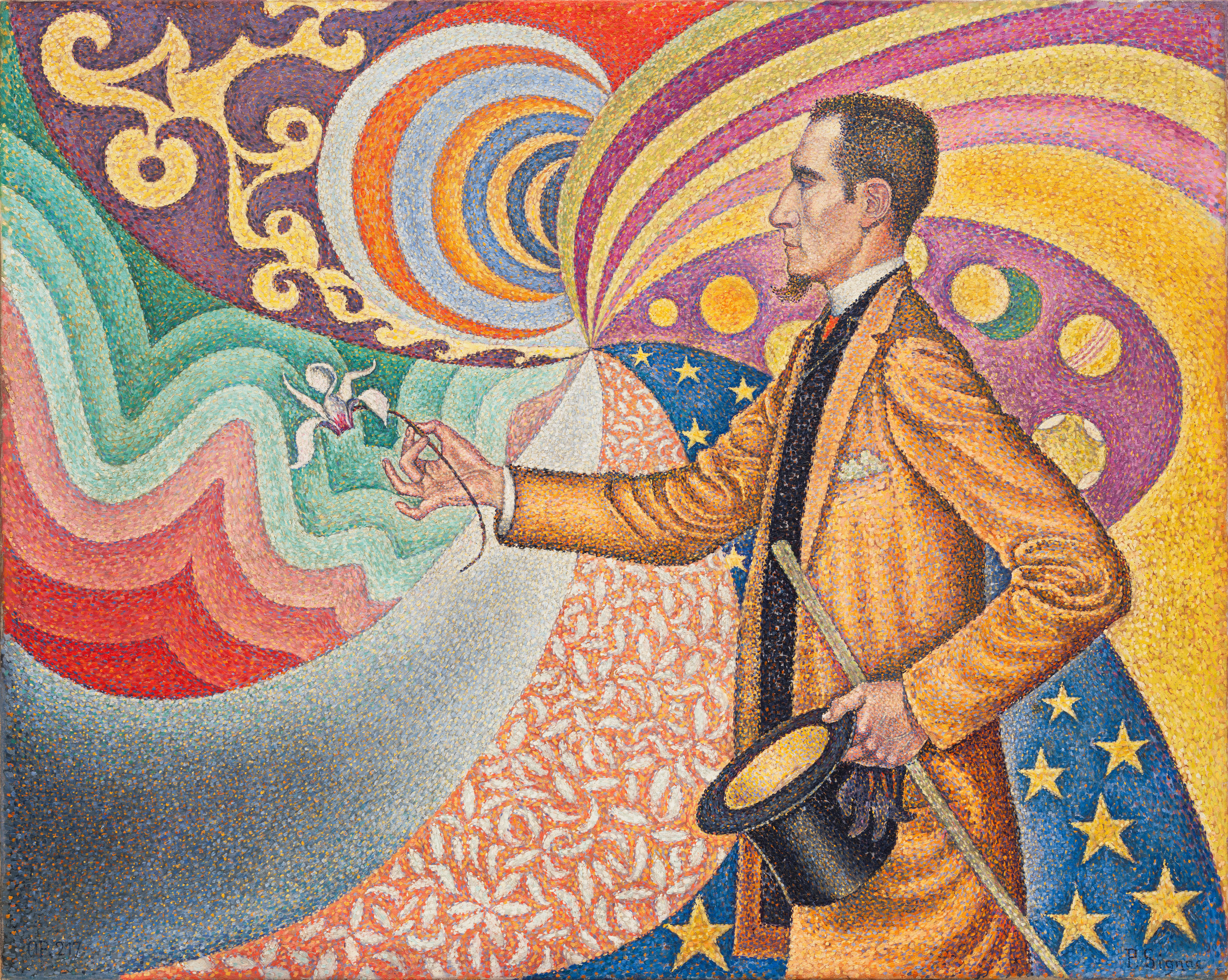
«Портрет Феликса Фенеона», 1890, Нью-Йоркский музей современного искусства

Картины Синьяка восхищали французского публициста и художественного критика Феликса Фенеона как «совершенные образцы высокоразвитого декоративного искусства, которое жертвует сюжетом ради узора линий, перечислением ради синтеза, мимолетным ради постоянного и, устав от мнимой реальности природы, сообщает ей, наконец, реальность подлинную». Фенеон замечал также, что все работы Синьяка были подчинены единому доминирующему направлению, ведущая роль которого утверждалась противопоставлением побочных линий, но добавлял, что Синьяк делал это скорее интуитивно, чем на основании правил.
Именно Фенеон в статье для бельгийской газеты «L’art Moderne» ввел термин неоимпрессионизм, чтобы отличать творчество Сёра и Синьяка от импрессионистов.
К новому направлению, которое было названо неоимпрессионизмом, вскоре примкнули и другие художники — среди них временно изменивший прежней манере импрессионист Камиль Писсарро, Анри Кросс, Максимильен Люс, Тео Ван Рейссельберге.
В 1899 году Поль Синьяк публикует программную работу «От Эжена Делакруа до неоимпрессионизма», ставшую сводом правил художников нового направления. В своем исследовании художник пишет: «Всякая материальная смесь ведет не только к затемнению, но и к обесцвечиванию, всякая оптическая смесь, наоборот, ведет к ясности и блеску». Синьяк требует «заменить всякую вещественную смесь противоположных красок их оптической смесью». «Оскорбления и насмешки, направленные против картин, написанных техникой разделения, очень похожи на те, которым подвергались когда-то произведения Делакруа. Одинаковые устремления - одинаковое отношение к ним; как и неоимпрессионистов, Делакруа называли сумасшедшим, диким шарлатаном; за мощный колорит своих фигур он заслужил название художника морга, чумы и холеры, а теперь техника разделения вызывает веселые намеки на оспу и конфетти».
В числе второстепенных открытий Синьяка была нумерация своих работ по образцу музыкальных произведений и присвоение некоторым морским пейзажам таких названий, как «Адажио», «Ларгетто», «Скерцо», а также окраска подписей в соответствии с красочной поверхностью, на которой они делаются. (Дж. Ревалд).
Занимая должность президента «Общества независимых художников» с 1908 по 1935 г., Синьяк оказывал поддержку молодым художникам и давал фовистам и кубистам возможность выставлять их неоднозначные работы. Известно, что именно он вдохновил Анри Матисса и Андре Дерена на создание их работ (Синьяк был первым человеком, купившим картину Матисса).
В 1933 году Синьяк пишет предисловие к каталогу выставки советских художников в Париже.
Уже при жизни художник становится признанным классиком. В 1911 году он был награждён Орденом Почётного легиона.
С 1892 года жил в своем доме в Сен-Тропе.
Умер 15 августа 1935 года в Париже, похоронен на кладбище Пер-Лашез.
Его картины хранятся во многих музеях мира, в том числе в музее Орсе в Париже, ГМИИ им. А.С. Пушкина в Москве и Эрмитаже в Санкт-Петербурге.

## Галерея

### Некоторые работы

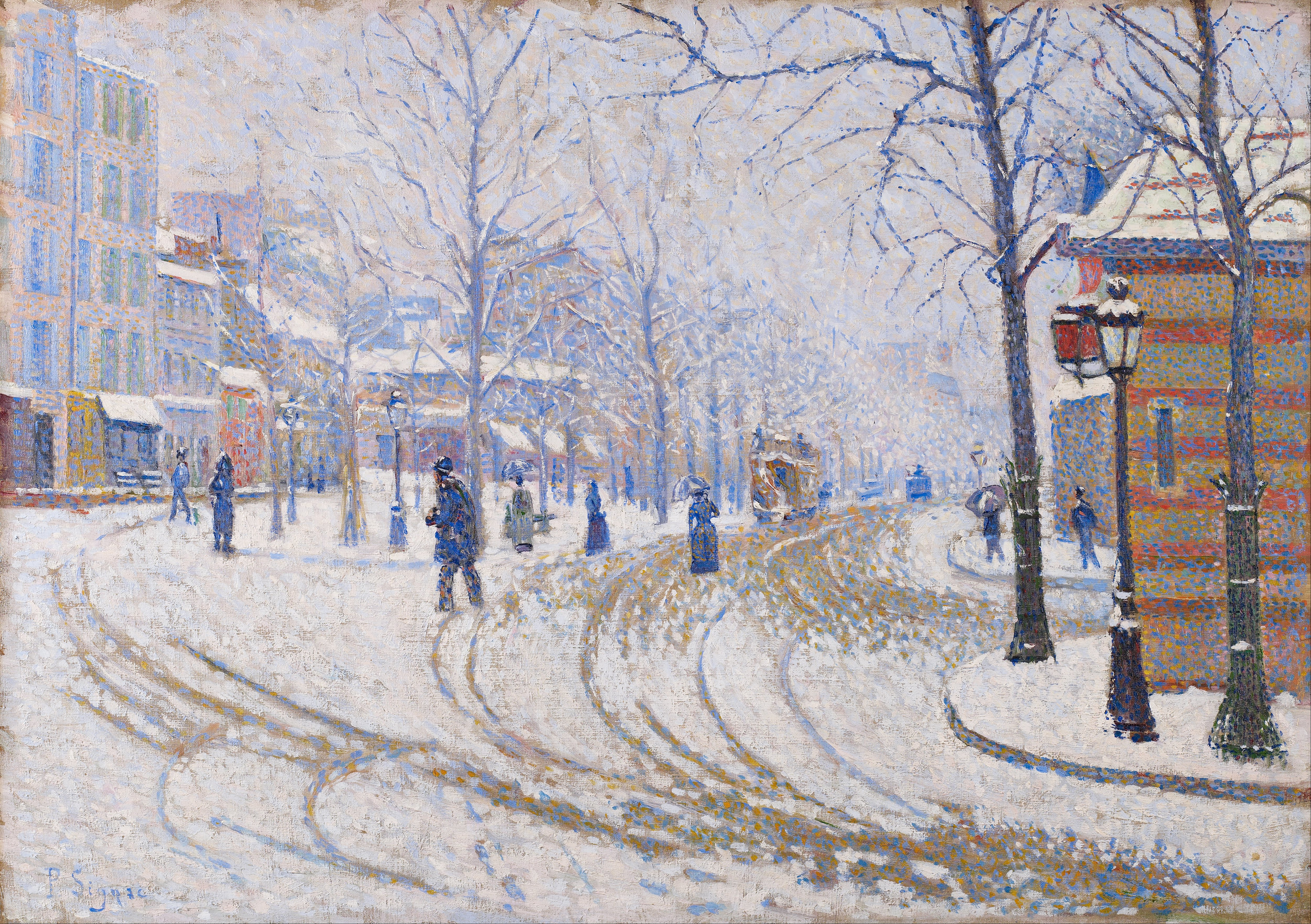
Париж. Бульвар Клиши. Снег, 1886 Институт искусств Миннеаполиса, Миннеаполис, Миннесота, США
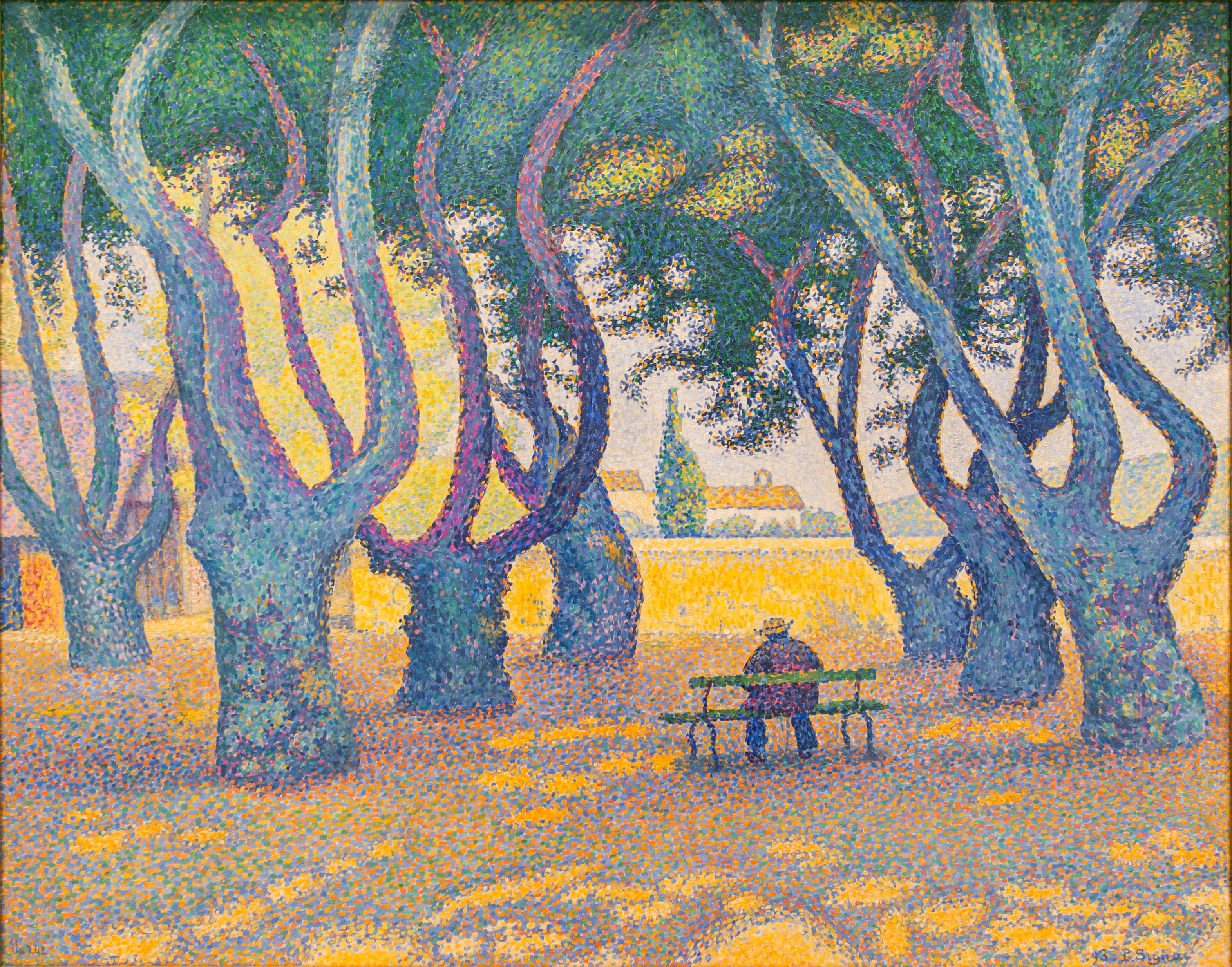
Городская площадь, Сен-Тропе, 1893 Художественный музей Карнеги, Питтсбург, Пенсильвания, США
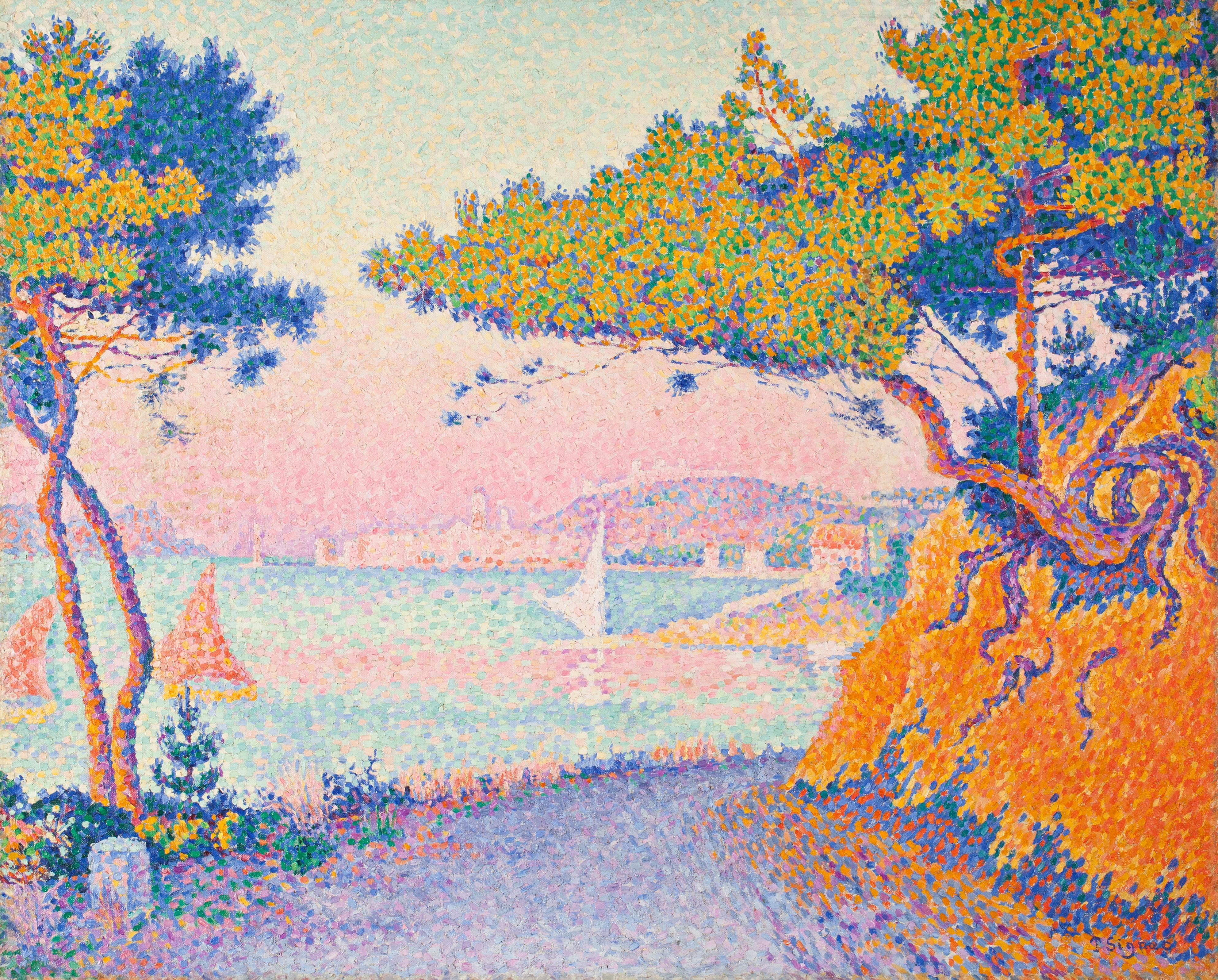
Гольф-Жюан, около 1896 Вустерский музей искусств, Вустер, Массачусетс, США
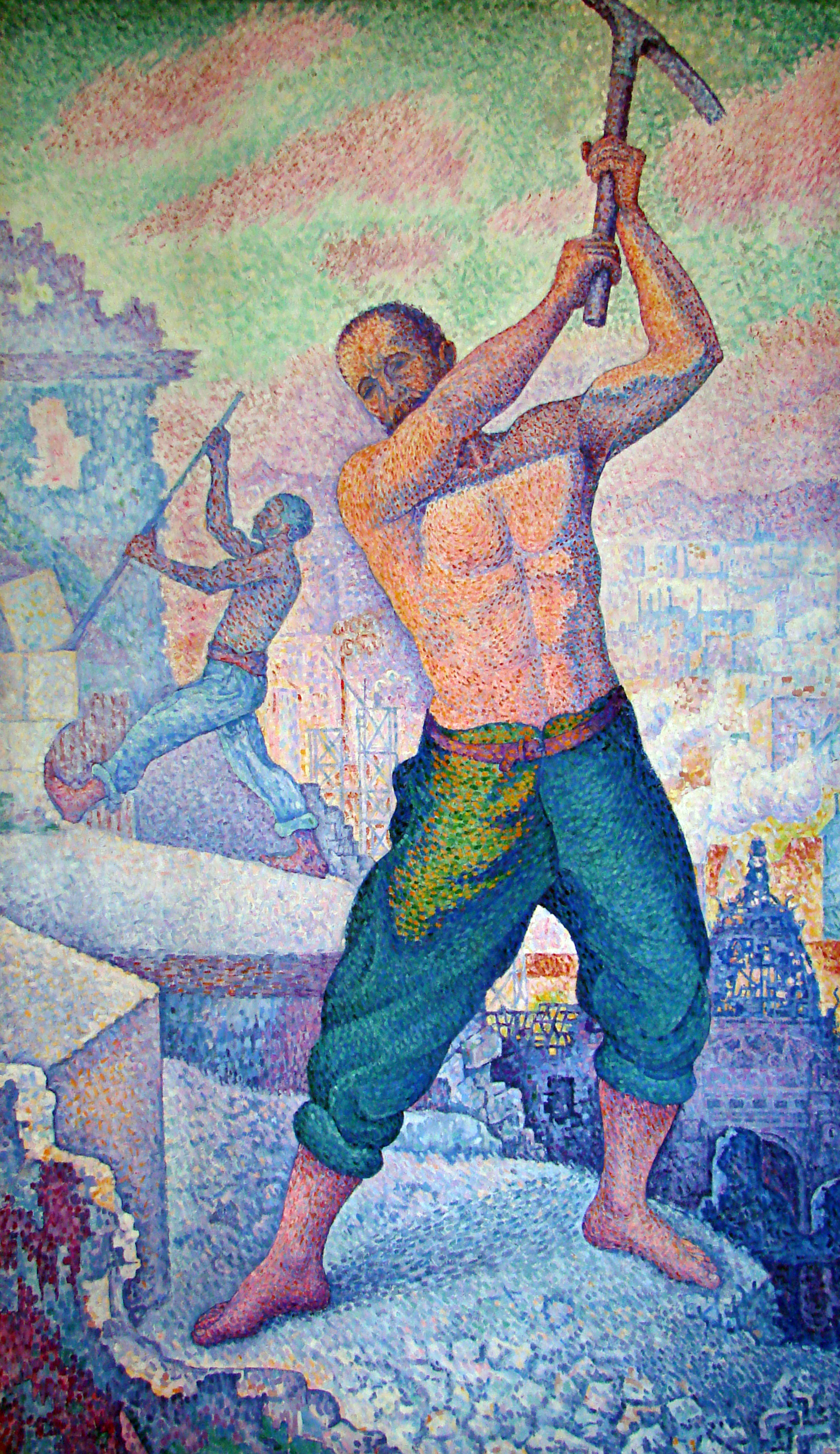
Каменотёсы, между 1897 и 1899 годами Художественный музей, Нанси, Франция
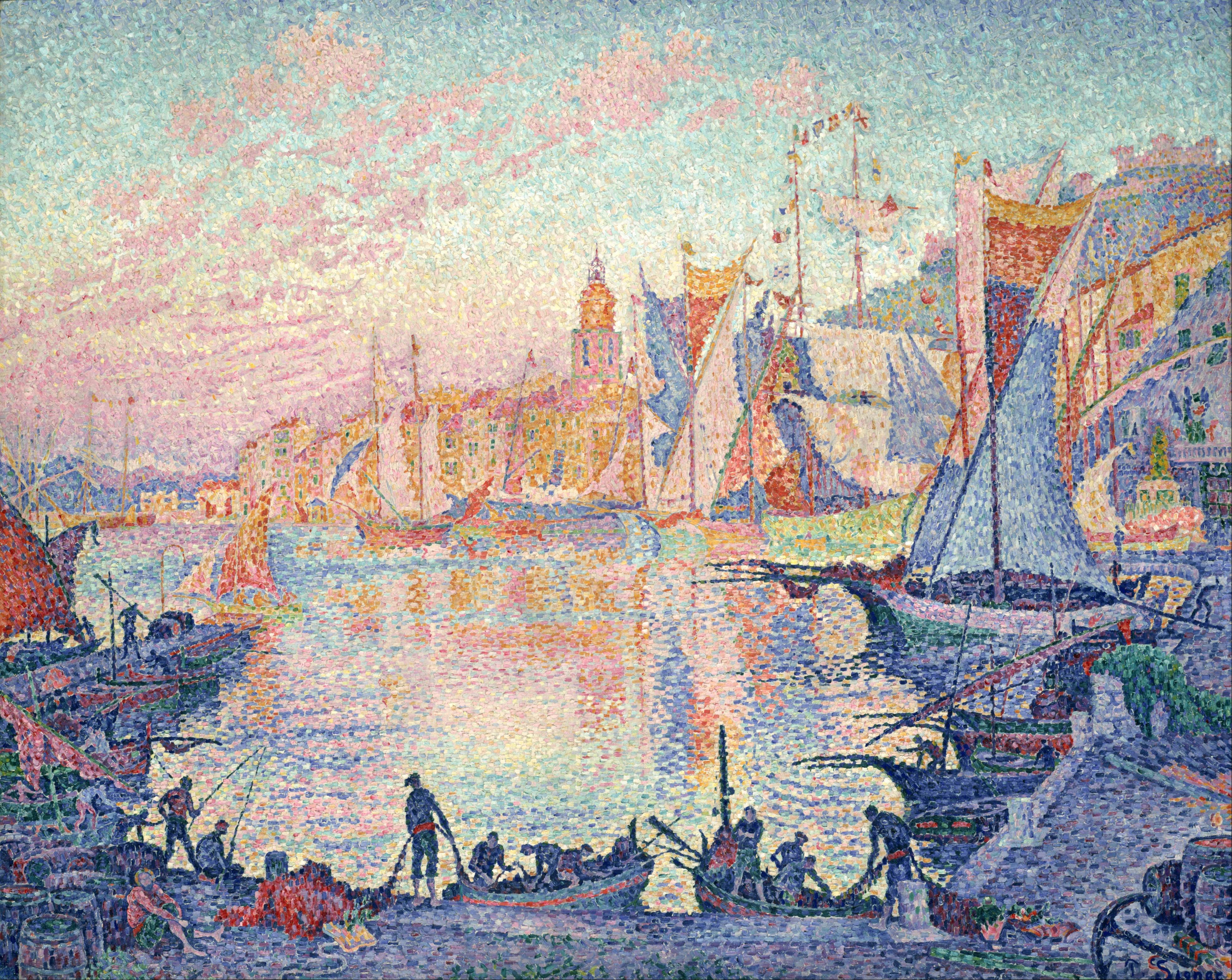
Порт Сен-Тропе, 1901 Национальный музей западного искусства, Токио, Япония
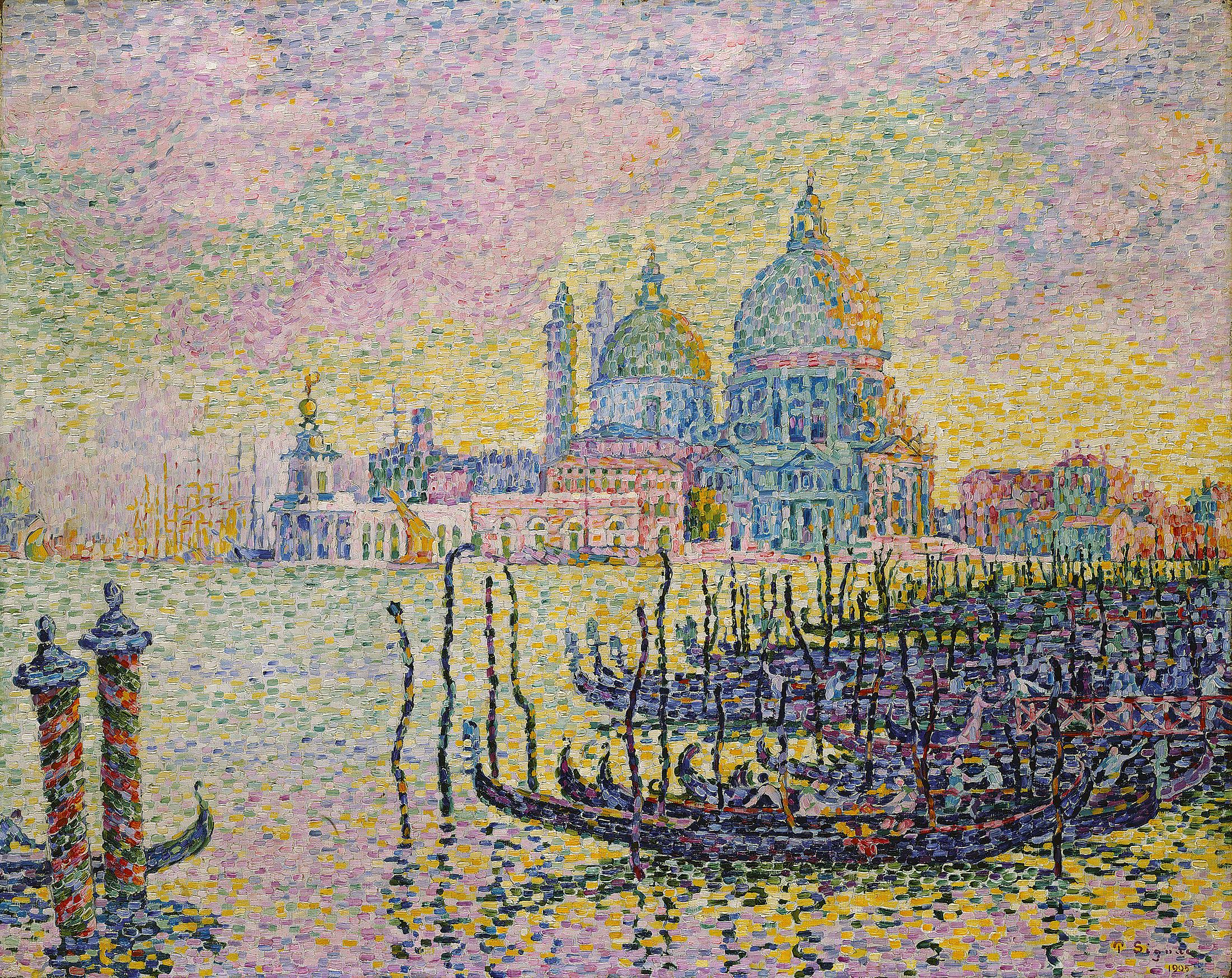
Гранд-канал, Венеция, 1905 Музей искусств Толидо, Толидо, Огайо, США
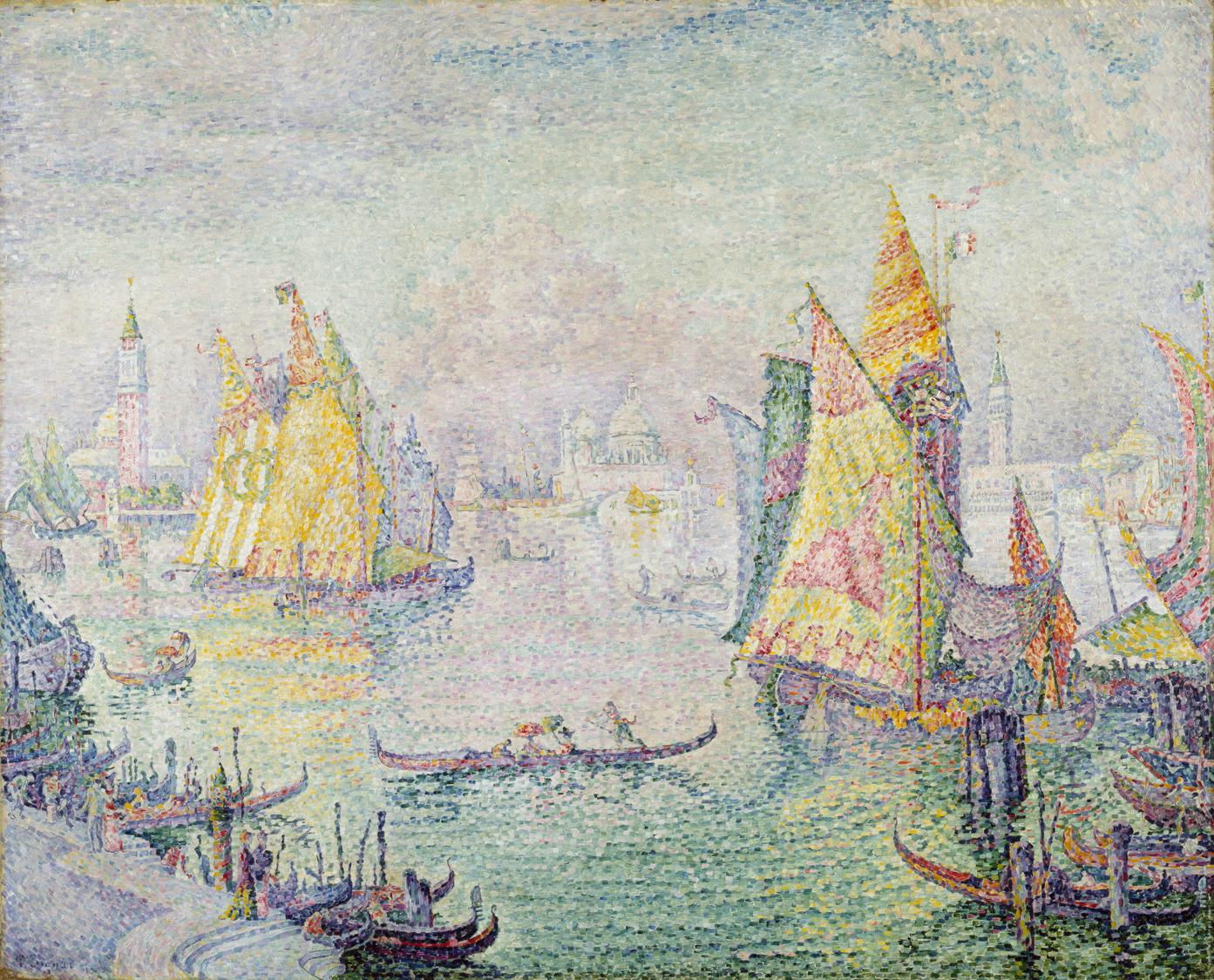
Лагуна Святого Марка, Венеция, 1905 Художественный музей Крайслера, Норфолк, Виргиния, США
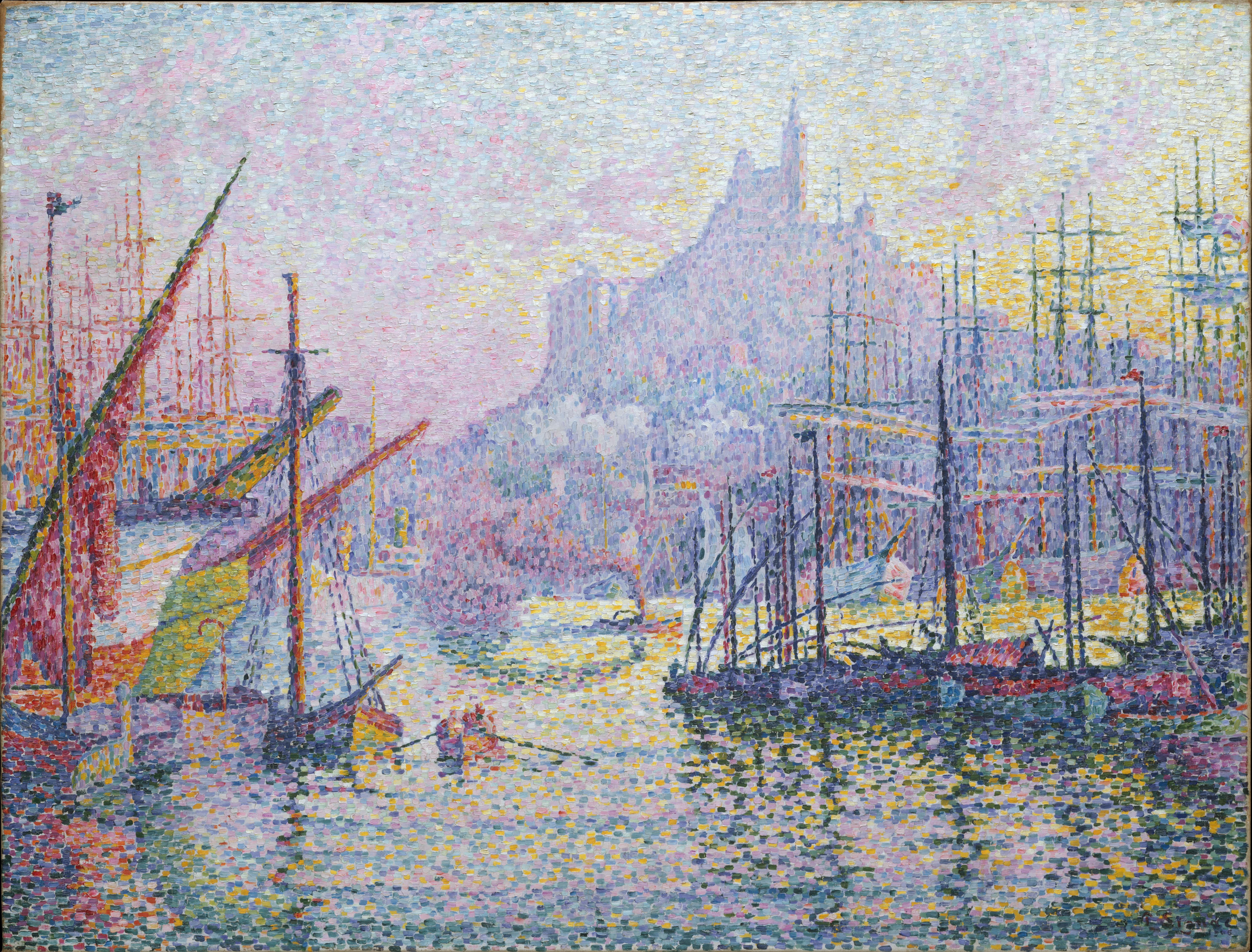
Базилика Нотр-Дам-де-ла-Гард в Марселе, 1905–1906 Метрополитен-музей, Нью-Йорк, США
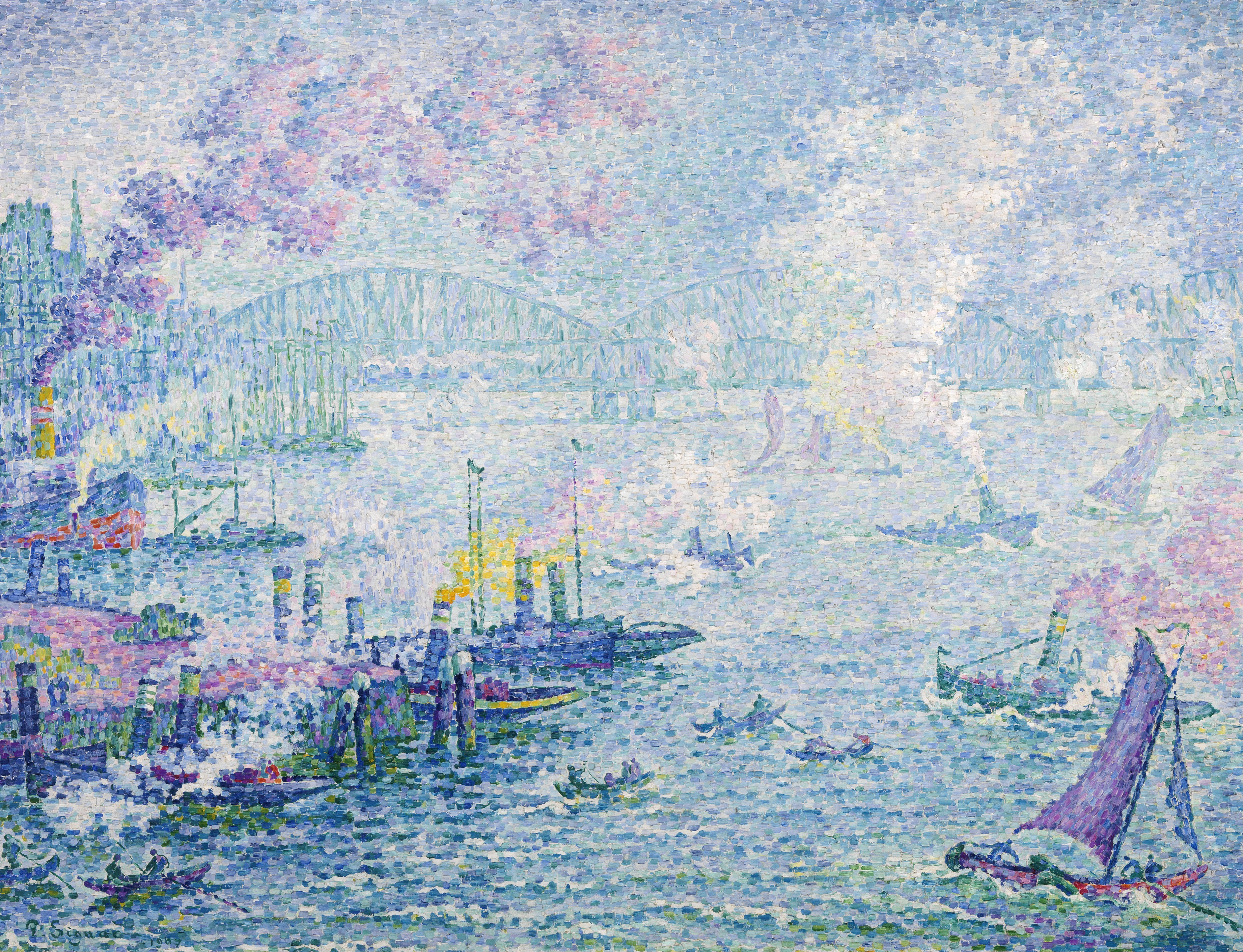
Гавань Роттердама, 1907 Музей Бойманса — ван Бёнингена, Роттердам
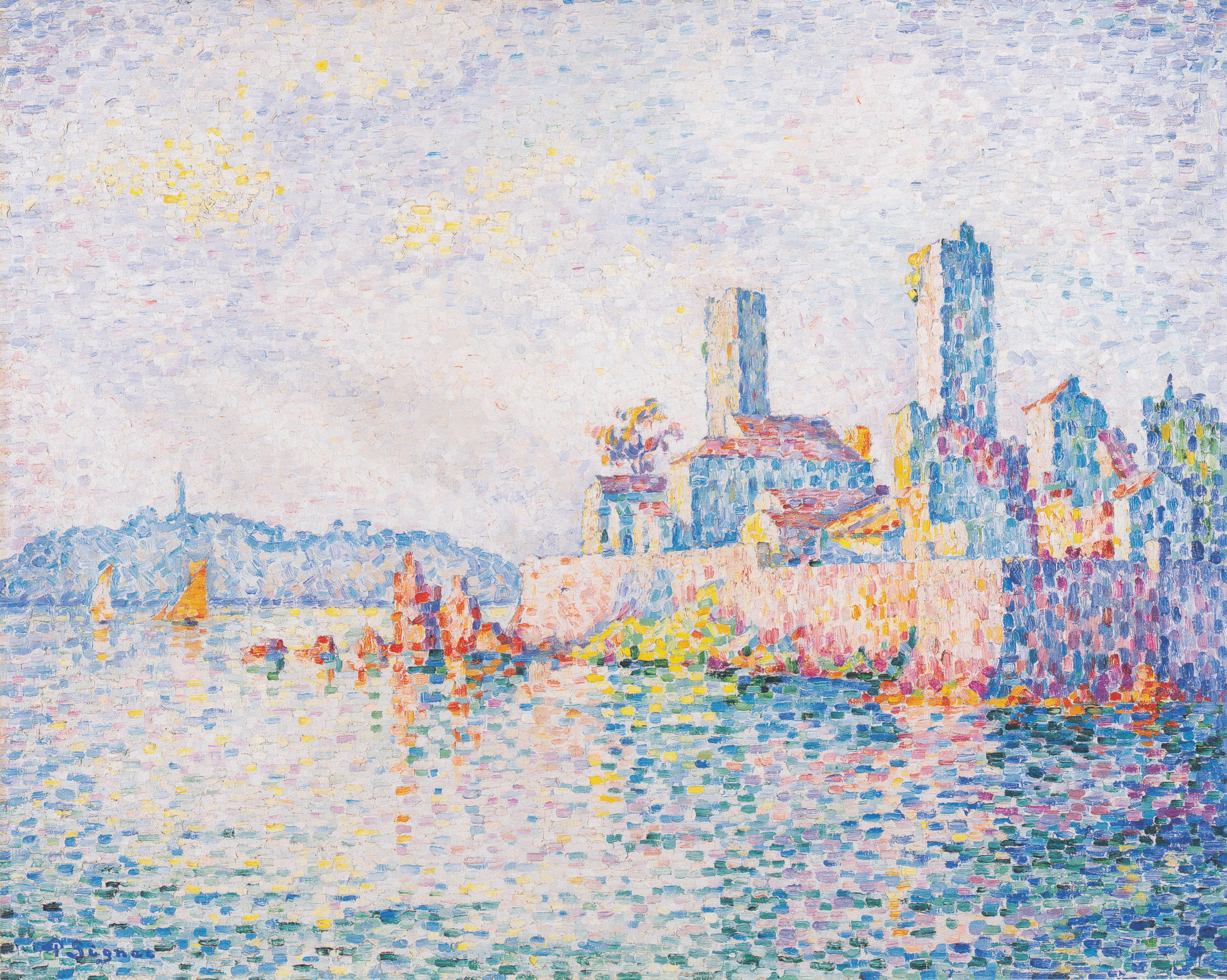
Антиб, 1911 Галерея Альбертина, Вена, Австрия
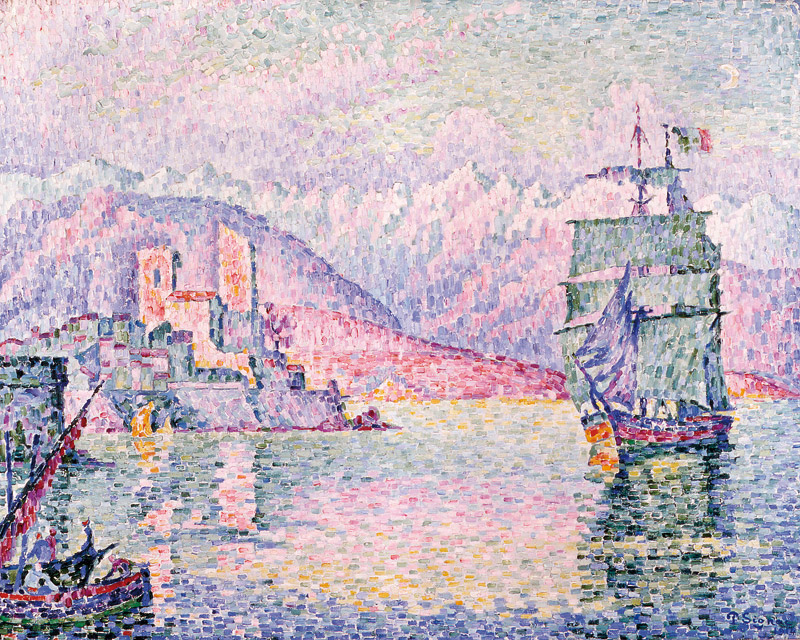
Антиб. Вечер, 1914 Музей современного искусства, Страсбург
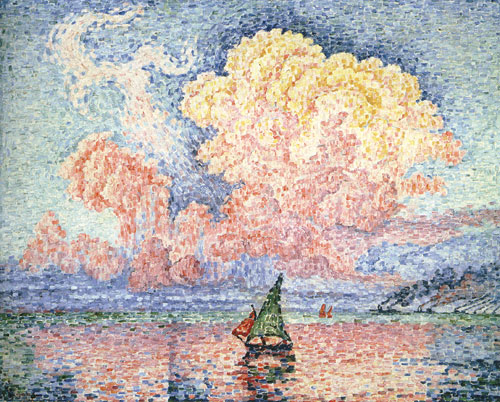
Антиб. Розовое облако, 1916 Музей изящных искусств, Бостон, США